# Shen Kuo

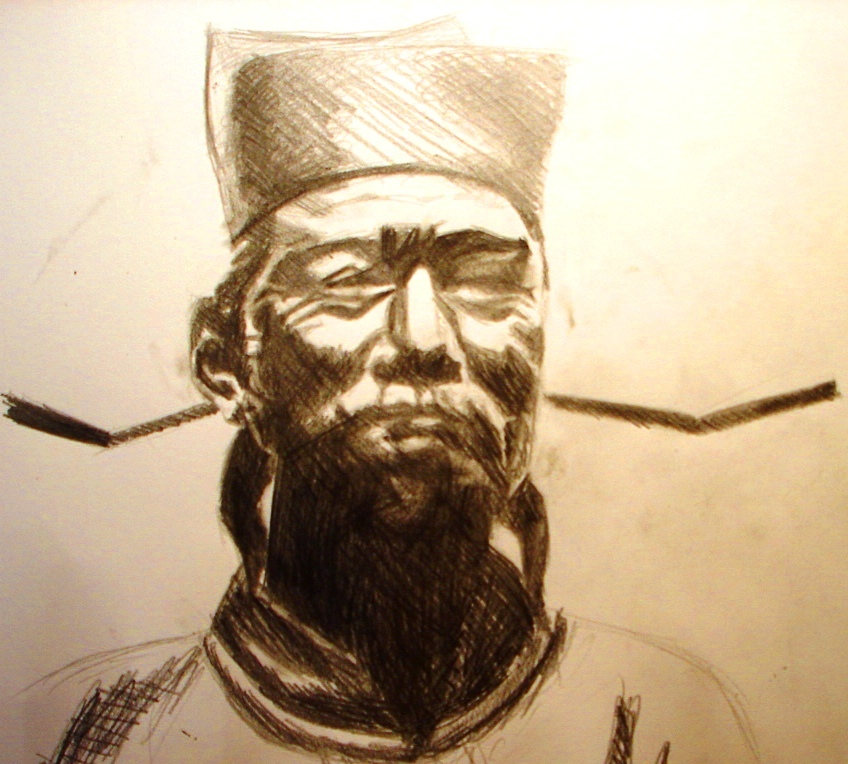
Shen Kuo (1031–1095)

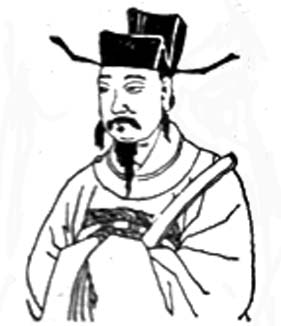
Shen Kuo

Shen Kuo (auch Shen Gua, chinesisch 沈括, Pinyin Shěn Kuò; 1031–1095) war ein chinesischer Beamter, Naturwissenschaftler, Mathematiker, Geologe, Feldherr, Diplomat und Erfinder des Kompasses für die Navigation.
Er gilt als bedeutendster Wissenschaftler der Song-Dynastie.

## Leben
Shen wurde als Sohn eines Beamten in Qiantang, dem heutigen Hangzhou, geboren und klassisch erzogen. Er bestand Staatsprüfungen und erlangte den Titel eines Jinshi.
Er wurde Schriftleiter der kaiserlichen Akademie und Schatzmeister. Als Beamter überwachte er die Kanal- und Deichbauten am Shuhe- und am Bianhefluss. Nach diesen Tätigkeiten zog er um nach Renzhou, Kreis Zhenjiang, in der Provinz Jiangsu, wo er im Mengxigarten wissenschaftliche Studien betrieb.

## Werk
In seinem 30 Bände umfassenden Werk, dem Mengxi Bitan (chinesisch 夢溪筆談, Pinyin Mèngxī Bǐtán, auch: Meng Xi Bi Tan, Übers. mit: Traum-Essays, Pinselnotizen oder -unterhaltungen am Traumbach), befasste er sich mit Mathematik, Astronomie, Geographie, Geologie, Mineralogie, Chemie, Physik, Metallurgie, Wetterkunde, Wasserbau, Medizin, Architektur, Biologie und Agrikultur.
Er fand heraus, dass die Kompassnadel nicht nach Norden, sondern zum magnetischen Nordpol zeigt, und konnte über diese Korrektur den Kompass besser für die Hochseeschifffahrt nutzbar machen.
Auf dem Gebiet der Geologie entwickelte er eine Hypothese über die Entstehung von Bodenformationen aus Sedimenten, da er fossile Muscheln hunderte Meilen vom Meer entfernt gefunden hatte.
Außerdem beschäftigte er sich mit dem buddhistischen Mönch Yi Xing (672–717) aus der Zeit der Tang-Dynastie, der die Anzahl der auf einem Go-Brett möglichen Positionen berechnet hatte, was damals eine besondere Schwierigkeit bereitete, weil er die errechnete Zahl noch ohne Stellensystem in Zehntausendern (dem damals höchsten gebräuchlichen Zahlennamen) ausdrücken musste.

## Eponyme
Der am 9. November 1964 entdeckte Asteroid (2027) Shen Guo ist nach ihm benannt.